# سواناگالا
سواناگالا (به لاتین: Sevanagala) یک منطقهٔ مسکونی در سری‌لانکا است که در ناحیه موناراگالا واقع شده‌است. سواناگالا ۴۲٬۸۹۴ نفر جمعیت دارد.